# 翁达韦尔迪
翁达韦尔迪是巴西圣保罗州的一个市镇。总面积243.435平方公里，总人口3845人，人口密度15.8人/平方公里。